# 張俊 (野球)
張 俊（ちょう しゅん、ザン・ジュン、1983年12月13日 - ）は、中華人民共和国の元プロ野球選手（投手、右投右打）。

## 概要
2006年から2013年まで上海ゴールデンイーグルスに所属していた。
2006年に第1回WBC中国代表に選出された。